# قیام مانگال پاندی (فیلم)
قیام مانگال پاندی (انگلیسی: Mangal Pandey: The Rising) فیلمی در ژانر زندگینامه‌ای است که در سال ۲۰۰۵ منتشر شد. این فیلم در سطح بین‌المللی با نام قیام: افسانه مانگال پاندی (The Rising: Ballad of Mangal Pandey) و در هند با نام قیام مانگال پاندی (Mangal Pandey: The Rising) روانه سینما شد. مانگال پاندی یک سرباز هندی بود که به روشن‌کننده جرقه شورش‌های سال ۱۸۵۷ میلادی در هند شناخته می‌شود.

## بازیگران
- عامر خان
- رانی موکرجی
- توبی استفنز
- آمیشا پاتل
- کیرون کهیر
- اوم پوری
- کنت کرانام